# Strachovičky

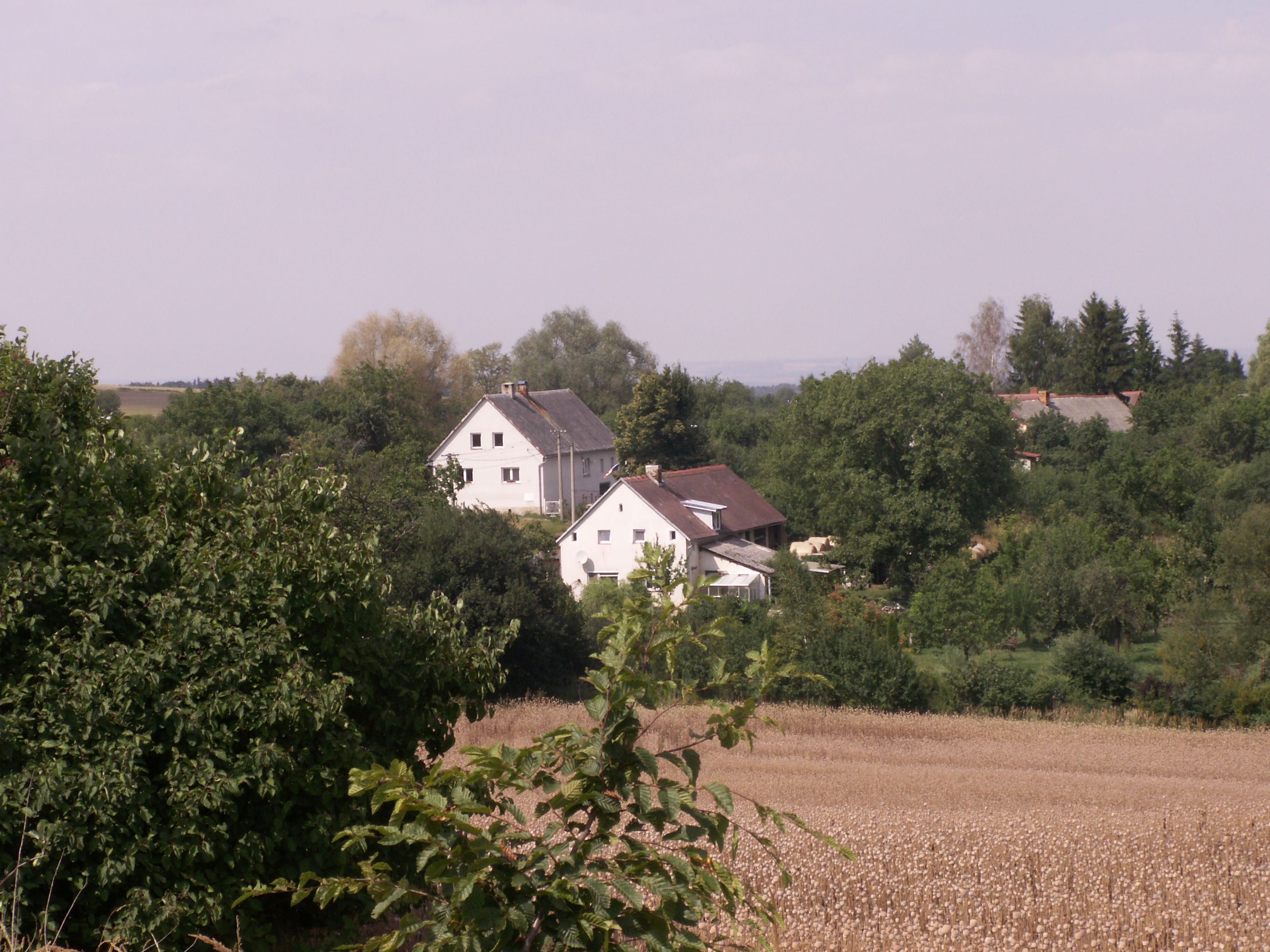
Ortsansicht

Strachovičky (deutsch Strachwitzthal) ist eine Grundsiedlungseinheit der Gemeinde Velké Kunětice in Tschechien. Sie liegt einen halben Kilometer westlich von Velké Kunětice nahe der polnischen Grenze und gehört zum Okres Jeseník.

## Geographie
Strachovičky befindet sich an den nordöstlichen Ausläufern des zum Reichensteiner Gebirge gehörigen Nesselkoppenkammes (Sokolský hřbet) über dem Tal des Kunětický potok. Südöstlich erhebt sich der Na Vyhlídce (Dickelsberg, 502 m. n.m.), im Südwesten die Nízká hora (Niederberg, 551 m. n.m.) und der Divočák (Ulmrich, 608 m. n.m.) sowie westlich der Solný kopec (452 m. n.m.) und der Kamenný vrch (Ascherberg, 459 m. n.m.). Durch den Ort führt die Staatsstraße II/455 zwischen Písečná und Výhled.
Nachbarorte sind Jarnołtów (Dürr Arnsdorf), Kijów (Kaindorf), Zawsie (Neudorf), Výhled (Gucke) und Sławniowice im Norden, Velké Kunětice im Osten, Supíkovice im Süden, Nová Červená Voda im Westen sowie Stará Červená Voda, Dolní Červená Voda und die Wüstung Johanka im Nordwesten.

## Geschichte
Im Jahre 1798 ließ der Besitzer der Vogtei Groß-Kunzendorf, Karl von Strachwitz, einen herrschaftlichen Hof parzellieren und an der Chaussee von Freiwaldau nach Neisse eine Kolonie anlegen, die nach ihm benannt wurde. Zu Beginn des 19. Jahrhunderts standen in Strachwitzthal 23 Häuser mit 69 deutschsprachigen Einwohnern.
Im Jahre 1836 bestand die Kolonie Strachwitzthal aus 27 Häusern, in denen 207 Personen lebten. Die Haupterwerbsquelle bildete der Tagelohn. Pfarr-, Schul- und Amtsort war Groß-Kunzendorf. Bis zur Mitte des 19. Jahrhunderts blieb Strachwitzthal dem Gut Groß-Kunzendorf untertänig.
Nach der Aufhebung der Patrimonialherrschaften bildete Strachwitzthal ab 1849 einen Ortsteil der Gemeinde Groß-Kunzendorf im Gerichtsbezirk Freiwaldau. Zu dieser Zeit begann bei Strachwitzthal der Abbau und die Verarbeitung von Granit und Marmor. Ab 1869 gehörte das Dorf zum Bezirk Freiwaldau. Zum Ende des 19. Jahrhunderts entstand der tschechische Ortsname Strachovičky. Im Jahre 1900 hatte Strachwitzthal 171 Einwohner. Beim Zensus von 1921 lebten in den 29 Häusern von Strachwitzthal 168 Personen, darunter 165 Deutsche und ein Tscheche. 1930 hatte Strachwitzthal 183 Einwohner, darunter 178 Deutsche und zwei Tschechen; der Ort bestand aus 32 Häusern. Nach dem Münchner Abkommen wurde das Dorf 1938 dem Deutschen Reich zugesprochen und gehörte bis 1945 zum Landkreis Freiwaldau. Nach dem Ende des Zweiten Weltkrieges kam Strachovičky zur Tschechoslowakei zurück; die meisten der deutschsprachigen Bewohner wurden 1945/46 vertrieben. Die Steinverarbeitung wurde in dieser Zeit eingestellt. Bei der Gebietsreform von 1960 wurde der Okres Jeseník aufgehoben und Strachovičky in den Okres Šumperk eingegliedert. 1976 erfolgte die Eingemeindung nach Supíkovice, zugleich verlor Strachovičky den Status eines Ortsteils. 1990 entstand die Gemeinde Velké Kunětice wieder. Seit 1996 gehört Strachovičky zum Okres Jeseník. Beim Zensus von 2001 lebten in den 19 Häusern von Strachovičky 47 Personen.

## Ortsgliederung
Die Grundsiedlungseinheit Strachovičky ist Teil des Katastralbezirkes Velké Kunětice.

## Sehenswürdigkeiten
- Zwei Nischenkapellen
- Mehrere Wegkreuze

## Söhne und Töchter des Ortes
- Hans Schwathe (1870–1950), österreichischer Bildhauer und Medailleur